# Pikel’ner (Mondkrater)
Pikel’ner ist ein Einschlagkrater auf der Mondrückseite.
Der Krater liegt im Süden der erdabgewandten Seite des Mondes, nordwestlich des riesigen Kraters Planck. In südöstlicher Richtung, zwischen Pikel’ner und Planck, schließt sich der erst 2016 benannte Krater Hildegard an.
Pikel’ner überlagert mehr als die Hälfte seines Nebenkraters Y (siehe unten). Der Kraterwall zeigt kaum Erosion. Im Inneren liegt ein Zentralberg in Höhe von zirka 1,18 km. Die Entstehungszeit wird der spät-imbrischen Periode zugerechnet.

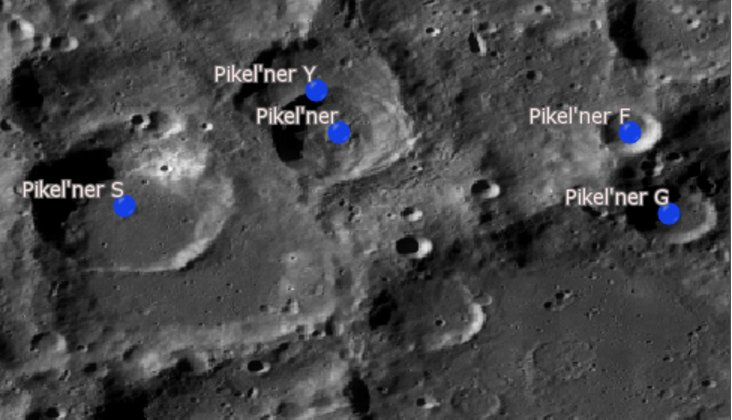
Pikel’ner mit seinen Nebenkratern

Pikel’ner hat vier Nebenkrater: Ein fünfter mit K bezeichneter Nebenkrater ist 2016 von der Internationalen Astronomischen Union umbenannt worden.
| Buchstabe | Position                 | Durchmesser              | Link                     |
| --------- | ------------------------ | ------------------------ | ------------------------ |
| F         | 48,36° S, 128,52° O      | 20 km                    |                          |
| G         | 49,57° S, 129,1° O       | 27 km                    |                          |
| K         | Umbenannt in Hildegard K | Umbenannt in Hildegard K | Umbenannt in Hildegard K |
| S         | 49,45° S, 121,1° O       | 60 km                    |                          |
| Y         | 47,75° S, 123,92° O      | 48 km                    |                          |

Der Krater wurde 1979 von der IAU offiziell nach dem sowjetischen Astrophysiker Solomon Borissowitsch Pikelner benannt. Die Verwendung des Apostrophs im Kraternamen kommt daher, dass in der kyrillischen Schreibung von Pikelner hinter dem Buchstaben l ein Weichheitszeichen steht, das in der englischen Transliteration durch einen Apostroph gekennzeichnet wird, in diesem Fall aber nicht in der deutschen Transliteration.